# Sd.Kfz. 6
SdKfz 6(Sonderkraftfahrzeug 6) là tên loại xe tải bán xích sử dụng bởi lực lượng Đức Quốc xã trong thế chiến II.Nó được thiết kế để kéo pháo 10.5 cm leFH 18.Tuy vậy vì chi phí sản xuất quá đắt nên nó bị loại bỏ khỏi danh sách các loại xe tải bán xích vào năm 1941 bởi các loại xe tải bán xích rẻ hơn.Số còn lại được quân đội sử dụng cho đến cuối cuộc chiến.

## Biến thể
- SdKfz 6:loại xe tải bán xích gốc, chuyên dùng để kéo pháo và chuyên chở từ 15 người trở lên.
- 37 mm FlaK36 auf Fahrgestell Zugkraftwagen 5t (SdKfz 6/2):xe tải Sd.Kfz 6 được lắp pháo 3.7 cm FlaK 36, lắp cả hai bên.Kíp chiến đấu gồm 7 người.
- 76.2 mm FK36(r) auf Panzerjäger Selbstfahrlafette Zugkraftwagen 5t (SdKfz 6):xe tải Sd.Kfz lắp pháo Liên Xô 76 mm M1936 (F-22).